# Nederland (Kolorado)
Nederland (Town of Nederland) – miasto w stanie Kolorado w Stanach Zjednoczonych, w górach hrabstwa Boulder. Według danych z 2006 liczy 1337 mieszkańców. W roku 2023 liczba mieszkańców wzrosła do 1488 osób, a gęstość zaludnienia zbliżyła się do 363 osób/km².

## Historia
Historia miasta wiąże się z wydobyciem srebra w kopalniach w Caribou (obecnie niezamieszkanym mieście oddalonym o pięć mil), zaś w czasie pierwszej wojny światowej wydobyciem wolframu z otaczających miasto kopalń. Swoją nazwę miasto zawdzięcza holenderskiej firmie będącej właścicielem kilku kopalń, a jednocześnie prawdopodobnie swojemu położeniu: w języku niderlandzkim słowo Nederland oznacza Holandię, ale również nizinę, obszar nisko położony. W czasach powstania miejscowości dominującą rolę odgrywało położone wyżej miasto Caribou, zaś do niżej leżącego Nederland przyjeżdżano po zaopatrzenie. Obecnie jest bazą wypadową do sąsiednich rejonów rekreacyjnych Indian Peaks oraz James Peak Wilderness. W odległości 15 mil na zachód położone jest miasto Boulder.
W Nederland odbywają się dwa doroczne festiwale: NedFest (The Nederland Music & Arts Festival) oraz Frozen Dead Guy Days.

## Geografia
Według danych United States Census Bureau całkowita powierzchnia miasta to of 4,1 km², z czego 4,0 km² to ląd, a 0,1 km² (3,14%) to woda.

## Demografia
Według spisu z 2000, w Nederland mieszkało 1394 osób, miasto liczyło 606 domów i 335 rodzin. Gęstość zaludnienia wynosiła 351,8/km². Przekrój rasowy miasta kształtował się następująco: 97,06% białych, 0,22% Afroamerykanów, 0,43% Indian, 0,43% Azjatów, 0,57% przedstawicieli innych ras, i 1,29% przedstawicieli dwóch lub więcej ras.

## Festiwale
NedFest (The Nederland Music & Arts Festival) to doroczny trzydniowy festiwal muzyczny na wolnym powietrzu. Odbywa się na brzegach zbiornika wodnego Barker Meadow Reservoir w górach Nederland, 17 mil na zachód (i 3000 stóp w górę) od Boulder. Gatunki muzyczne to bluegrass, jazz, jamband i inne. Pierwszy NedFest odbył się w 1996 w Chipeta Park. Po krótkiej przerwie został wznowiony w sierpniu 1999 w swojej obecnej lokalizacji, The Jeff Guercio Memorial Baseball Park. Każdego dnia grają cztery do sześciu zespołów. Wystąpili tam m.in.:
- Dr. John (bluesman z New Orleans)
- Steve Kimock (gitarzysta zespołu Ratdog i innych)
- Sam Bush (mandolinista z Newgrass Revival)
- Charlie Hunter (grający na 8-strunowej gitarze/gitarze basowej)
- Victor Wooten (grający na gitarze basowej w Bela Fleck & the Flecktones)
- Stanley Jordan (legenda gitary jazzowej)
- Yonder Mountain String Band (zespół muzyki bluegrass powstały w Nederland pod koniec lat 90.)
- Keller Williams (jednoosobowy zespół stosujący technikę Stanleya Jordana touch-and-tap)
- David Grisman (legendarny mandolinista, grał z Jerrym Garcia w Old & In The Way)
- Robert Walter's 20th Congress; większość składu Leftover Salmon i String Cheese Incident i wielu innych.

Sprzedaż biletów jest ograniczona do 2000 na dzień. Jako uzupełnienie muzyki NedFest gości też stoiska z rękodziełem i sztuką, napojami i jedzeniem oraz informacyjne.
Nederland to także miejsce Frozen Dead Guy Days (Dni Zamrożonego Zmarłego), obchodzonych co roku w pierwszy weekend marca. Festiwal upamiętnia nietypowego mieszkańca miasta: zamrożonego w suchym lodzie zmarłego Bredo Morstøla, obywatela Norwegii, którego ciało przywiózł tu jego wnuk w 1993. Festiwal odbywa się od 2002 roku. W ciągu dwóch dni festiwalu organizowane są wyścigi z trumną, parada orszaków pogrzebowych, wyścigi w rakietach śnieżnych, konkurs postaci podobnych do zamrożonego zmarłego, kąpiel w przeręblu, konkurs rzeźbienia w śniegu. Lodziarnia z Boulder przygotowuje na tę okazję specjalny smak lodów nazwanych Frozen Dead Guy.